# Illustrerat norskt konversationslexikon

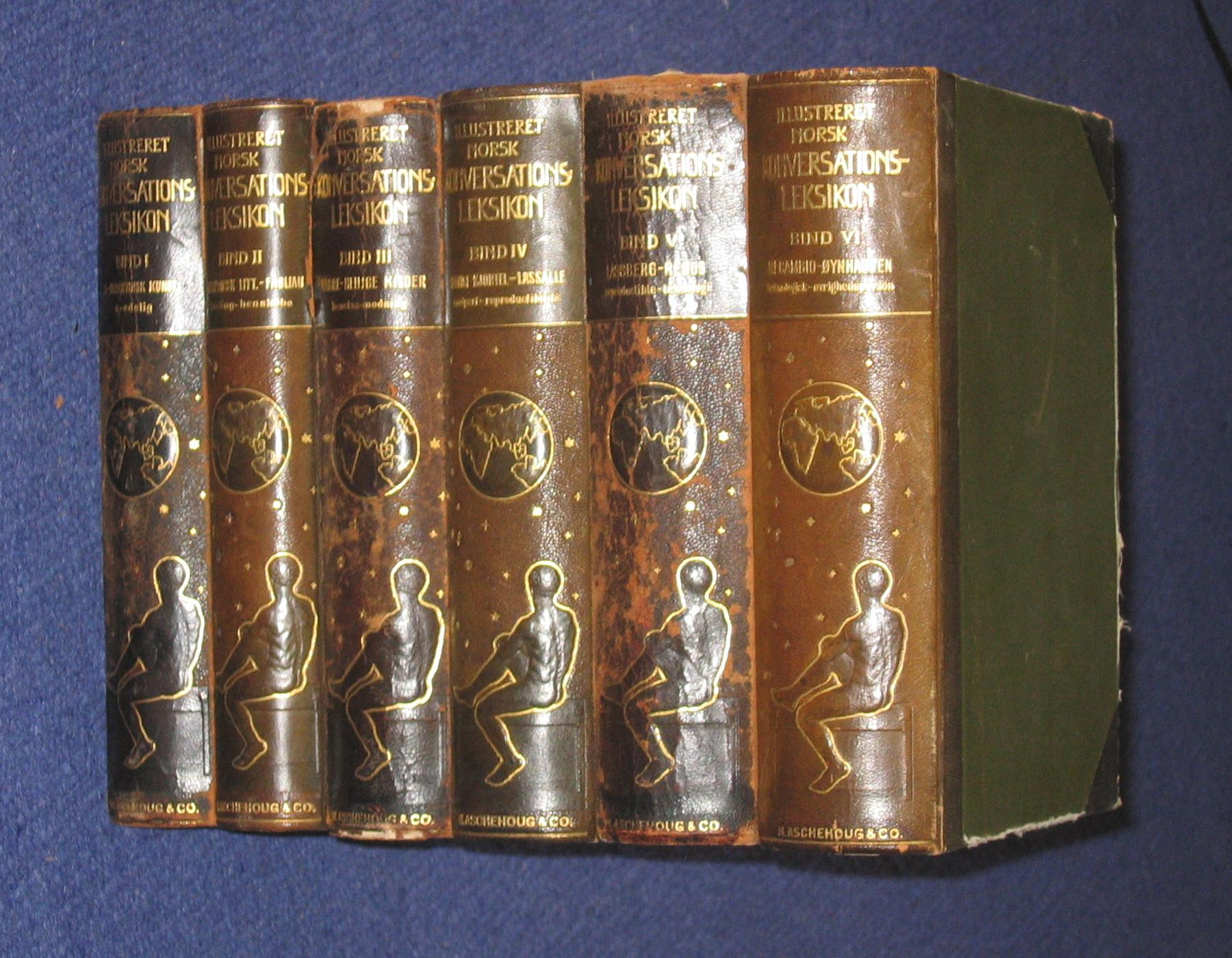
Samtliga 6 band av Illustrerat norskt konversationslexikon

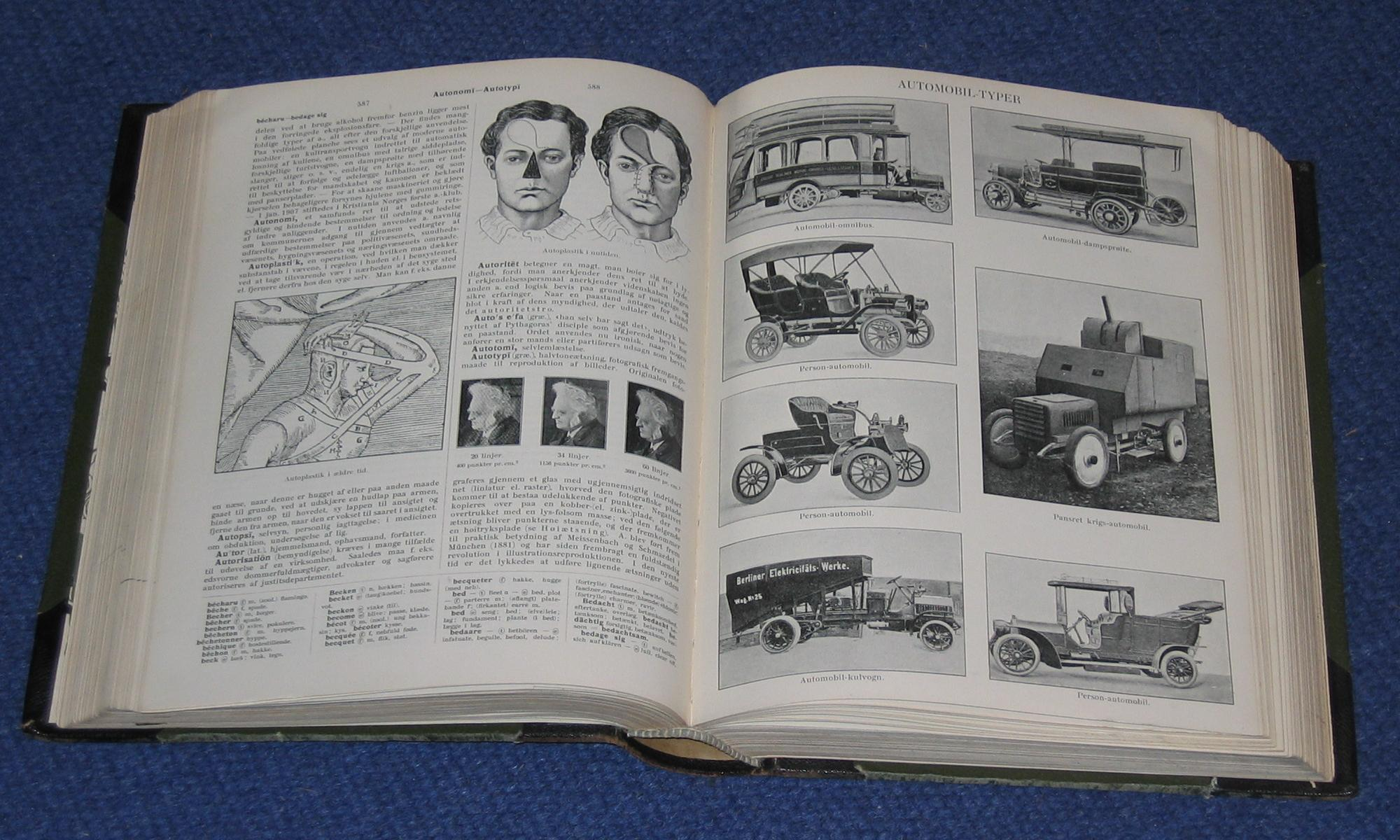
Artikeln "Automobil" i Illustrerat norskt konversationslexikon

Illustrerat norskt konversationslexikon (norska: Illustreret norsk konversationsleksikon) är ett norskt uppslagsverk, utgivet i sex band åren 1907–1913 av bokförlaget H. Aschehoug & Co. (W. Nygaard) AS. Redaktionen leddes av bibliotekarien Haakon Nyhuus. Uppslagsverket var det första stora verket på norska.